# Моты
Мо́ты — село в Шелеховском районе Иркутской области. Входит в Шаманское муниципальное образование.

## География
Расположено на 46-м километре Култукского тракта федеральной автомагистрали Р258 «Байкал» на правом берегу реки Иркут.

## История

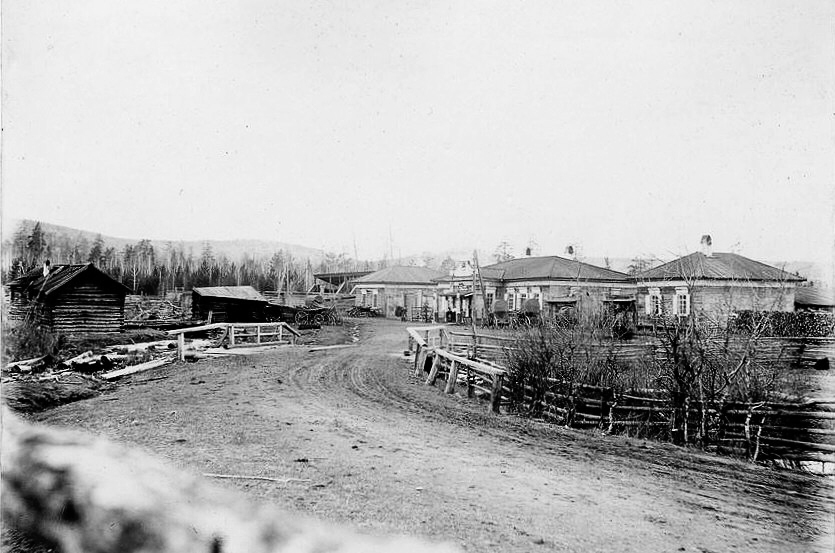
Мотская почтовая станция, 1910 г.

Первое упоминание о Мотах можно найти на карте Ремезова «Чертёж Земли Иркутского города», выпущенной в 1701 году. В архивах краеведческого музея Иркутска имеется рисунок башни Мотского острога 1600 года и фото Мотской почтовой станции 1864 года. Предполагают, что название села «Моты» произошло от эвенкийского моты — лось. В «Ведомостях церкви Верхне-Иркутской слободы» за 1835 год сохранилась запись о том, что число прихожан Мотского селения составляло 153 человека.
В 1833 году на поселение в село Моты был сослан декабрист Н. А. Чижов. В 1864 году в селе останавливался сибирский писатель, краевед, исследователь и путешественник М. В. Загоскин.
В прошлом в селе была деревянная часовня в честь Святого Благоверного князя Александра Невского.

## Ранненеолитический могильник
На территории села Новая Шаманка расположен могильник эпохи раннего неолита. Возраст могильника подтверждается данными, полученными в ходе анализа пульпы коренных зубов человека из разрушенных погребений. В ходе раскопок, которые произвели в 2014—2015 годах, были обнаружены более 1000 предметов из камня; кости и рога; 51 фрагмент шнуровой, сетчатой и гладкостенной керамики и большое количество человеческих костей. Фрагменты керамики относятся к культурному слою эпохи неолита и бронзы. Также обнаружено большое количество изделий из зелёного и белого нефрита, который встречается редко в подобных захоронениях. Захоронения расположены на территории жилой усадьбы, из-за чего могильник был практически полностью разрушен с 1991 по 2005 г. в результате индивидуального жилищного строительства.

## Строительство храма
С 2013 года в селе ведутся работы по строительству храма Русской древлеправославной церкви в честь святых мучениц Веры, Надежды, Любови и матери их Софьи. В 2015 году окончились основные работы по закладке опорных лиственничных стульев. На церковном участке обустроена часовня в честь святых казаков мучеников Иргенских — Симеона, Киприана и Иосифа со дружиною.

## Улицы
Байкальская, Береговая, Березовая, Веселая, Горная, Грибная, Дачный (переулок), Домашний (переулок), Заречная (улица), Иркутная (улица), Кабельная, Карьерная, Лесная, Луговая, Магистральная, Набережная, Нижняя, Осиновая, Пионерская, Подосиновая, Подснежная, Садовая, Светлая, Солнечный, Сосновая, Трактовая, Цветочная, Центральная, Черемуховая, Весёлая, сдт Байкал, сдт Березка. К территории села относятся многочисленные соседние садоводства: «Алюминщик», «Березка», «Кедр», «Надежда». Общая площадь садоводств около 30 гектаров.

## Достопримечательности
- Памятник природы Утёс Шаманский.
- Памятник жителям п. Моты, погибшим в Великой Отечественной войне.
- Памятник партизану, участнику гражданской войны 1917—1922 на стороне большевиков А. А. Сальникову[4].

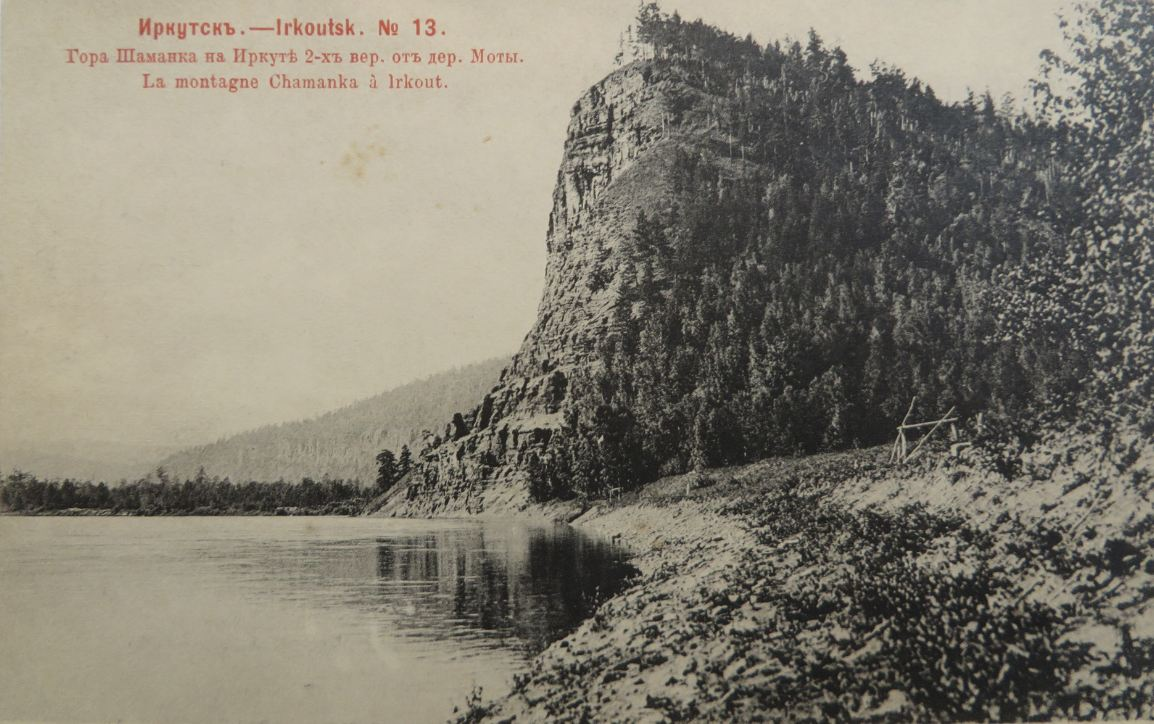
Гора Шаманка, открытка

## Культура
В селе имеются сельский клуб и библиотека. Ансамбль «Реченька» участвует в культурных мероприятиях Шелеховского района. Имеется два кафе на Трактовой улице.